# Bolbomorphus sexpunclatus
Bolbomorphus sexpunclatus là một loài bọ cánh cứng trong họ Endomychidae. Loài này được miêu tả khoa học năm 1920 bởi Arrow.